# Бурцевская (Верхнетоемский район)
Бурцевская — деревня в Верхнетоемском районе Архангельской области. Входит в состав Афанасьевского сельского поселения.

## География
Деревня расположена в юго-восточной части области на расстоянии примерно в 40 километрах по прямой к северо-западу от районного центра села Верхняя Тойма.
Часовой пояс
Деревня Бурцевская как и вся Архангельская область, находится в часовой зоне МСК (московское время). Смещение применяемого времени относительно UTC составляет +3:00.

## Население
| 2002 | 2010 |
| ---- | ---- |
| 116  | ↘94  |

Национальный состав
Согласно результатам переписи 2002 года, в национальной структуре населения русские составляли 97 % из 113 чел..